# Stasera casa Mika
Stasera casa Mika è stato un programma televisivo italiano di genere varietà condotto da Mika, andato in onda in prima serata su Rai 2.
La prima stagione del varietà, articolata su quattro puntate di martedì, è iniziata il 15 novembre ed è terminata il 6 dicembre 2016. La seconda stagione del varietà, articolata sempre su quattro puntate di martedì, è iniziata il 31 ottobre ed è terminata il 21 novembre 2017.

## Il programma
Il programma è nato da un'idea di Mika ed è stato sviluppato con la collaborazione di Ivan Cotroneo, Tiziana Martinengo e Giulio Mazzoleni, che ne sono co-autori, mentre la regia era di Fabio Calvi.
In questo show, Mika apriva le porte della sua casa ideale in cui riceveva gli ospiti, italiani ed internazionali, eseguiva i suoi brani e raccoglieva storie degli altri nei panni di un tassista in giro per l'Italia. Le puntate si chiudevano in un'ipotetica camera da letto per dare il via ad un pigiama party notturno registrato nelle piazze di Aosta, Bergamo e Rimini. 
La sigla e colonna sonora della prima edizione era Boum Boum Boum, singolo tratto dall'album in uscita nel 2016 No Place in Heaven; per la seconda stagione viene invece scelto il singolo It's My House.

## Edizioni

### Prima edizione (2016)
Il programma è andato in onda dal 15 novembre al 6 dicembre 2016 su Rai 2. Il programma veniva trasmesso dallo studio 2000 del Centro di produzione Rai di via Mecenate a Milano. 
In questa edizione compaiono come partner fissi di Mika Virginia Raffaele nel ruolo di Paula Gilberto Do Mar e Sarah Felberbaum nel ruolo della coinquilina.
E per finire questa puntata speciale di Stasera Casa Mika, ossia il titolo di ''Casa Mika Afterparty'' di martedì 3 gennaio.

### Seconda edizione (2017)
Il programma è andato in onda dal 31 ottobre al 21 novembre 2017 su Rai 2. In questa edizione Mika è stato affiancato dall'attrice comica Luciana Littizzetto.

## Riepilogo delle edizioni
| Edizione | Periodo          | Periodo          | Anno | Conduttore | Partner                            | Rete  | Telespettatori | Share  |
| -------- | ---------------- | ---------------- | ---- | ---------- | ---------------------------------- | ----- | -------------- | ------ |
| 1ª       | 15 novembre 2016 | 6 dicembre 2016  | 2016 | Mika       | Sarah Felberbaum Virginia Raffaele | Rai 2 | 2 760 000      | 11,80% |
| 2ª       | 31 ottobre 2017  | 21 novembre 2017 | 2017 | Mika       | Luciana Littizzetto                | Rai 2 | 2 765 000      | 12,70% |

## Premi e riconoscimenti
- 2018 - Premio Flaiano[1]
  - Miglior programma televisivo
- 2017 - Rose d'Or[2]
  - Miglior programma d'intrattenimento